# Krzysztof Turowiecki
Krzysztof Włodzimierz Turowiecki (ur. 3 sierpnia 1957 w Przasnyszu) – poeta, animator kultury.

## Życiorys
Debiutował w prasie w 1977 r. Klub Literacki Narew w Ostrołęce wydał jego zbiór wierszy Po żywą wodę (1982), a Miejski Dom Kultury w Przasnyszu - tomik Moje miasto (2005). Wiersze K. Turowieckiego ukazały się w Peryferyjnym Almanachu Literackim "Wyrób własny" (Przasnysz 1983) oraz w Almanachu Przasnyskich Poetów "Na receptę" (Przasnysz 2003), którego był inspiratorem. 
Publikował w periodykach literackich Nowa Okolica Poetów, Poezja Dzisiaj, Akcent, współpracował z Gazetą Przasnyską i Tygodnikiem Ostrołęckim. Autor limeryków publikowanych na łamach Polskiej Strony Limerykowej (PSL). Wyróżniony w bolesławieckim konkursie limerykowym (2004). Laureat, zdobywca drugiej nagrody i srebrnego medalu International Library Of Poetry w międzynarodowym konkursie poetyckim "Who's who" (USA 2004).
Jeden z założycieli Naczelnego Organu Wesołej Komitywy Uzurpatorów Rzeczywistości (NOWKUR) w Przasnyszu. Inicjator i współorganizator (wraz z żoną Zofią i członkami NOWKUR) przasnyskich spotkań poetyckich "Stragany z Poezją" w Muzeum Historycznym. Redaktor naczelny witryny internetowej poświęconej sztuce Przasnysza i okolic . Projektodawca i mincerz mennicy przasnyskiej. Projektant monet okolicznościowych: Przaśnik, NOWKUR i Krossik. Współorganizator i jeden z jurorów Ogólnopolskiego Przasnyskiego Maratonu Limerykowego Limeraton. Członek Zarządu Związku Literatów na Mazowszu (2009).
W 2007 wspólnie ze Stanisławem Radomskim otrzymał Medal Stanisława Ostoja-Kotkowskiego w kategorii Twórca Uznany. W 2023 r. uhonorowany został Odznaką "Zasłużony dla Kultury Polskiej". 